# Doryphora aromatica
Doryphora aromatica là một loài thực vật có hoa trong họ Atherospermataceae. Loài này được (F.M.Bailey) L.S.Sm. miêu tả khoa học đầu tiên năm 1958.